# Nadużycie prawa podmiotowego
Nadużycie prawa podmiotowego – wykonywanie własnego prawa w sposób sprzeczny z jego społeczno-gospodarczym przeznaczeniem lub z zasadami współżycia społecznego. Takie działanie lub zaniechanie uprawnionego nie jest uważane za wykonywanie prawa i nie korzysta z ochrony prawnej.
Nadużycie prawa ma miejsce, gdy osoba uprawniona realizuje swoje uprawnienie w sposób sprzeczny z ogólnie przyjętymi zasadami moralności publicznej, mimo że niewyrażonymi dosłownie w przepisach prawa, to jednak powszechnie akceptowanymi w społeczeństwie. Zakaz nadużycia prawa stanowi jedną z naczelnych zasad prawa cywilnego, rozwiązującą nieuchronny konflikt pomiędzy normami prawa przedmiotowego (pisanego) a normami moralnymi.
Nadużywanie własnego prawa stanowi jedynie pozór wykonywania prawa i jest zachowaniem bezprawnym, które nie zasługuje na ochronę prawną. Powołanie się na nadużycie prawa nie może jednak prowadzić ani do zupełnego odjęcia nadużywanego prawa, ani do trwałego pozbawienia możliwości korzystania z niego przez uprawnionego, bowiem oznaczałoby to chaos prawny. W orzecznictwie Sądu Najwyższego ugruntował się pogląd, że okoliczność nadużycia prawa podmiotowego przez drugą stronę może być skutecznie podniesiona przed sądem wyłącznie w ramach obrony (zarzut), nie stanowi natomiast samoistnej podstawy dla konstruowania własnych uprawnień. Co więcej, z ochrony tej może skorzystać jedynie ten, kto sam postępuje nienagannie (tzw. „zasada czystych rąk”).